# Янайкіно
Яна́йкіно (каз. Янайкино) — село у складі Байтерецького району Західноказахстанської області Казахстану. Адміністративний центр Янайкінського сільського округу.
Населення — 871 особа (2021; 1056 у 2009, 1010 у 1999, 1038 у 1989).